# ودبوش
ودبوش (انگلیسی: Wedbush) شرکت خدمات مالی آمریکایی است، که در سال ۱۹۵۵ تأسیس شد.